# 1880년 미국 하원의원 선거
1880년 미국 하원의원 선거는 1880년 미국에서 치러진 하원의원 선거로, 같은 해 치러진 대선에서 공화당 제임스 가필드 후보가 당선됨과 함께 공화당이 과반을 차지하였다

## 선거 결과
| 정당   | 의석수 |
| ------ | ------ |
| 공화당 | 147석  |
| 민주당 | 136석  |
| 지폐당 | 9석    |
| 무소속 | 1석    |
| 합계   | 293석  |